# カーラ・ブルーニ
カーラ・ブルーニ・サルコジ（Carla Bruni-Sarkozy または Carla Sarkozy、1967年12月23日 - ）は、イタリア・トリノ出身の女性ファッションモデル、歌手。ニコラ・サルコジ元フランス大統領夫人。身長176cm。イタリア語読みでの本名はカルラ・ブルーニ・テデスキ（Carla Bruni Tedeschi）。モデル活動をする際には結婚前の名前である「カーラ・ブルーニ」を用いる。

## 生い立ち
1967年、イタリア・トリノにおいて、作曲家アルベルト・ブルーニ＝テデスキ (fr:Alberto Bruni Tedeschi) （1915年 - 1996年2月17日）を父、仏伊ハーフのピアニストのマリサ・ボリーニ (fr:Marisa Borini) （1930年 - ）を母とする家庭に、カーラ・ジルベルト・ブルーニ・テデスキとして生まれる。ただし、アルベルトは法的な父であり血のつながりはない（後述）。姉は女優で映画監督のヴァレリア・ブルーニ・テデスキ（1964年11月16日 - ）。写真家の兄ヴィルジニオ（1959年 - 2006年7月4日）はエイズのため亡くなっている。
祖父（アルベルトの父）ヴィルジニオ・ブルーニ・テデスキは、北イタリアでCEAT社 (CEAT Limited) を創業し、イタリア第2位のシェアを誇るタイヤメーカーに育て上げた有能なユダヤ人実業家であった。しかしアルベルトは芸術家肌で美術品の収集に余念が無く、父から経営を引き継いだ会社を倒産させてしまった（会社は1970年代初頭にピレリ社に買収された）。一族はまだ多額の資産を所有していたが、当時左翼テロ組織「赤い旅団」による富裕層の身代金目当ての誘拐が相次いでいたことから、1975年に安全のため家族でフランスへ移住した。カーラは7歳からフランスで育ち、スイスのボーディングスクール（寄宿制学校）に入学。パリ16区の名門校リセ・ジャンソン＝ドゥ＝サイイ、そしてパリ第一大学（パンテオン・ソルボンヌ）にもそれぞれ通った。
2008年にカーラが『ヴァニティ・フェア』誌に語ったところによると、カーラの生物学的な父親は、当時クラシック・ギターの奏者であった Maurizio Remmert（1943年 - ）で、母マリサの13歳年下の恋人であった。Maurizio は、現在ブラジル・サンパウロ在住の実業家である。
1990年代のファッション雑誌では名門貴族の家系と紹介されていたが、これは祖父の再婚相手が名門貴族の女性というだけで、父親もカーラも貴族の血は受け継いでいない。

## 経歴
大学在学中にスカウトされ、1987年にモデルデビュー。1990年代にはスーパーモデルの1人として活躍し、シャネル、ディオール、セリーヌなどのモデルを務め、様々な雑誌のカバーを飾った。モデル業は29歳で実質的に引退している。

### 歌手活動
ミュージシャンのジュリアン・クレールと出会ったのをきっかけに音楽の道へ進むことを決意した。2002年に歌手に転身し、カバー曲以外は全て彼女が作詞作曲したアルバム「ケルカン・マ・ディ〜風のうわさ」をフランスで発表した。このアルバムは世界中で100万枚を超えるヒットになった。
2004年にフランスのグラミー賞といわれるヴィクトワール・ド・ラ・ミュージックの最優秀女性アーティストに選ばれる。
2007年には最新作「ノー・プロミセズ」を発表し、米ビルボード誌ヨーロッパ・アルバム・チャート初登場1位を獲得している。

### ファーストレディとして
ニコラ・サルコジ仏大統領との交際・結婚報道はフランスのみならず世界中のマスコミを賑わせたが、政治と無関係の話題提供ぶりには批判も高まり、サルコジ大統領の支持率は一時急落。前後してブルーニのヌード写真がファッション誌に発表されるなどして、本人への批判も高まった。その後は無難にファーストレディ役をこなしているものの、2010年末には仏雑誌VSDによる読者投票で「最もムカツク有名人」（les personnalités qui agacent le plus）に選ばれるなど、国民的な人気は芳しくない。ブルジョワ的なライフスタイルや権力への近さが反感を買っているという。
赤い旅団の元メンバーであるマリーナ・ペトレラ容疑者のイタリアへの送還を『人道的理由及び容疑者の人権』を理由に姉のヴァレリアと共にサルコジ大統領へ力説し、イタリア送還を阻止し、イタリアとフランスに波紋を広げ外交問題になっている。

## 私生活

### 交際／結婚歴
1990年、エリック・クラプトンと交際中に、ミック・ジャガー、ドナルド・トランプらと噂になったことでタブロイド紙やテレビのゴシップショーを賑わせ、一般的な知名度を得た面は否めない。俳優ヴァンサン・ペレーズやケビン・コスナーと交際していたこともある。
2001年、哲学者・ラファエル・エントヴェン（作家ジュスティーヌ・レヴィ（1974年 - ）の前夫、1975年11月9日 - ）と、不倫の恋に陥った。関係が始まった当初、カーラはラファエルの父親である編集者のジャン＝ポール・エントヴェンと同棲していた。ジュスティーヌ・レヴィと離婚したラファエル・エントヴェンとカーラは同棲し、二人の間には2001年7月21日に息子オレリアンが生まれた。
2007年に刊行されたエリック・クラプトンの自伝には、彼女が交際していた彼を捨て、ミック・ジャガーに乗り換えたというエピソードが綴られている。
2007年末には、前妻・セシリアと離婚したばかりのニコラ・サルコジ仏大統領との交際が報じられ、話題となった。2人は2007年のクリスマス休暇をエジプトで過ごした後、2008年1月に結婚した
2011年10月19日、カーラにとって第2子となる長女・ジュリアを出産。

### 交友関係
モデル時代からの交友関係は継続しており、クラウディア・シファー、デザイナーのカール・ラガーフェルドらとは旧友である。カールはカーラとサルコジ大統領の結婚について「教養があって美しいカーラは、時代が求めるファーストレディ」とインタビューで答えたという。

## ディスコグラフィ

### スタジオ・アルバム
- 『ケルカン・マ・ディ〜風のうわさ』 - Quelqu'un m'a dit (2003年)
- 『ノー・プロミセズ』 - No Promises (2007年)
- 『何もなかったかのように コム・シ・ドゥ・リヤン・ネテ』 - Comme si de rien n'était (2008年)
- Little French Songs (2013年)
- 『フレンチ・タッチ』 - French Touch (2017年)
- Carla Bruni (2020年)

### ライブ・アルバム
- À l'Olympia Bruno Coquatrix (2014年)

### その他の音楽作品
- "Vole (2 Générations Chantent Pour La 3ème)" (2016年) ※チャリティ・ソング with ノルウェン・ルロワ、サンドリーヌ・キベルランほか